# MÁV-Baureihe 303
Die Fahrzeuge der MÁV-Baureihe 303 waren Schnellzug-Schlepptenderlokomotiven der Ungarischen Staatsbahn (MÁV) für den Schnellzugdienst auf Hauptbahnen.

## Geschichte
Im Jahr 1940 bestellten die MÁV bei der MÁVAG in Budapest zwei Schnellzuglokomotiven für den schweren Schnellzugdienst. Die Lokomotiven sollte 550 t mit 110 km/h und 430 t mit 120 km/h befördern können.
Kriegsbedingt kam es erst 1951 zur Auslieferung der Maschinen. Aufgrund der Wirren nach dem Zweiten Weltkrieg konnten keine ausführlichen Erprobungen zur Feststellung der vollen Leistungsfähigkeit unternommen werden. Immerhin konnte bei kleineren Erprobungen festgestellt werden, dass sie noch bei 150 km/h ruhig lief. Auf einigen Abschnitten erreichte sie mit 520 t Schlepplast 140 km/h.
Bedingt durch den beginnenden Traktionswandel zu Diesel- und Elektrolokomotiven kam es zu keinen weiteren Bestellungen. Als Splittergattung wurden die Lokomotiven bis 1962 ausgemustert. Die Lokomotive 303 002 wurde erhalten und restauriert. Sie befindet sich im Bahnhistorischen Park Budapest.

## Technische Merkmale
Die Lokomotive wurde mit der Achsfolge 2'C2' ausgeführt, um einen ruhigen Lauf zu garantieren. Aufgrund der vereinfachten Wartung und um die Kropfachse einzusparen, wurde sie als Zweizylinderlokomotive ausgeführt.
Die Rostfläche war die größte, die bei den MÁV je existierte. Um die erforderliche Leistung zu erbringen, war die Lokomotive mit einer mechanischen Rostbeschickung (Stoker) ausgerüstet. Dies hatte außer der Entlastung des Heizers den Vorteil, dass auch der Kessel geschont wurde.
Wie bei den Einheitslokomotiven der Deutschen Reichsbahn wurden die Windleitbleche in der Länge der Rauchkammer ausgeführt.